# 普羅斯托列 (切爾尼吉夫卡區)
47°5′23″N 36°12′46″E / 47.08972°N 36.21278°E
普羅斯托雷（烏克蘭語：Просторе）是位於烏克蘭東南部的村莊，由扎波羅熱州別爾江斯克區的切爾尼希夫卡市鎮負責管轄。該村分別距離科特利亞里夫卡2.5公里和羅茲夫卡4.5公里，始建於1945年，面積1.1平方公里，海拔高度152米，2001年人口570。